# Duboscia
Duboscia  es un género de fanerógamas con cinco especies perteneciente a la familia Malvaceae.  Es originario de África tropical. Fue descrito por Bocq.  y publicado en Adansonia  7: 50 - 56, en el año 1866. La especie tipo es Duboscia macrocarpa Bocq.

## Especies
| - Duboscia acuminata - Duboscia brieyi - Duboscia macrocarpa | - Duboscia polyantha - Duboscia viridiflora |